# وینتیان
وینتیان پایتخت کشور لائوس است. این شهر در درهٔ مِکونگ واقع شده است.

## جغرافیا
وینتیان پایتخت لائوس شهر نهفته در ساحل سمت چپ رودخانه مکونگ، در نزدیکی مرز با تایلند است.

## آب و هوا
بالاترین حد متوسط دما در شهر وین‌تیان (Vien Tiaen) مرکز لائوس در ماه آوریل ۳۶ درجه سانتی‌گراد می‌باشد. متوسط بارندگی در وین‌تیان ۱،۶۲۰ میلی‌متر می‌باشد.

## شهرهای خواهر خوانده
- بانکوک, تایلند
- شهرستان چیتاگونگ, بنگلادش
- پنوم‌پن, کامبوج
- اورلندو، فلوریدا, ایالات متحده
- هوشی‌مین, ویتنام
- سیریبون, اندونزی

## جستارهای ویژه
- فرودگاه بین‌المللی واتایی

## نگارخانه

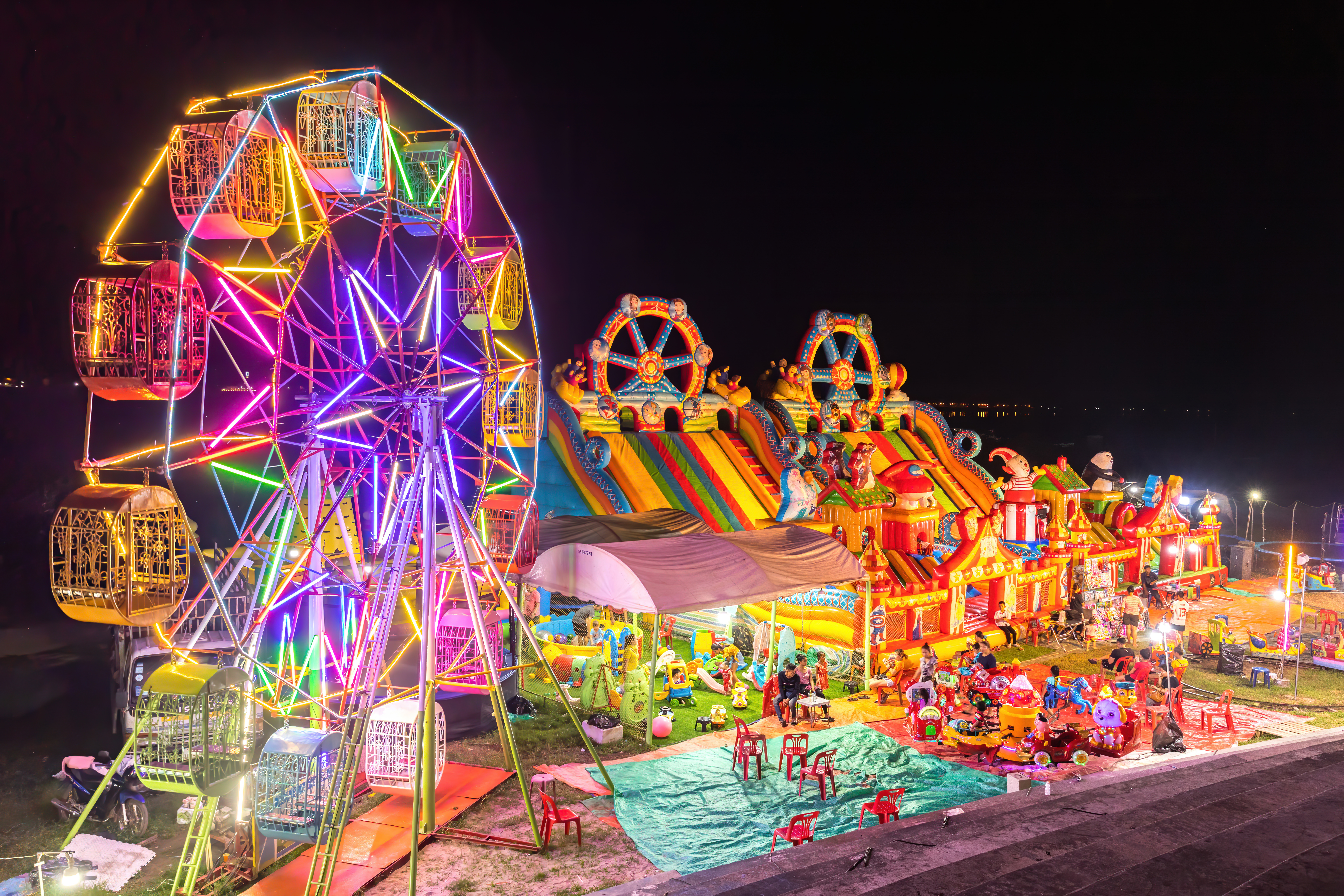
نگاره‌ای در شب از یک شهربازی در وینتیان